# 메추라기
메추라기(학명: Coturnix japonica)는 닭목 꿩과의에 속하는 조류의 한 종으로, 흔히 메추리라고도 하고, 겨울철새다. 요즘엔 종류도 많으며 애완용으로도 많이 길러진다. 애완용으로는 미니메추리가 인기이다.또한 여러 가지 종이 있는데 그중에 king quail에서 미니메추리가 유래됐다.

## 생태

### 생김새
몸길이는 20cm 정도로, 대체로 갈색을 띤다. 날개길이는 9 ~ 10cm, 꼬리길이는 3cm 정도이다. 몸은 병아리와 유사한데 꽁지가 짧다. 몸빛은 황갈색에 갈색과 검은색의 가느다란 얼룩무늬가 있는데, 목 부분이 수컷은 붉은 밤색, 암컷은 갈색을 띤 황백색이다. 이러한 깃털 덕분에 덤불 아래에 있으면 눈에 잘 띄지 않는다.

### 겨울철새
한국을 통과하는 흔한 겨울새로 풀과 관목이 산재하는 초지·목야지·평지·구릉·산악에 이르는 내륙과 하구 등 전역에 걸쳐 도래한다. 가을과 겨울에는 10 ~ 100여 마리가 무리를 이루어 함께 지내면서 적에 대한 방어를 한다. 천적으로는 올빼미가 있다.

### 번식
5 ~ 9월에 산란하고 한배의 산란수는 7 ~ 12개이다. 알은 황회색 바탕에 암갈색 얼룩무늬가 있다.

### 먹이
식성은 벼과와 사초과 식물의 종자·장과와 그 밖에 곤충류와 거미류 등도 먹는다. '찌이 찌르르' 하고 날카롭게 운다.

### 식용
메추라기는 그 자체를 먹기도 하며, 메추라기가 낳는 알도 메추리알이라 하며 메추리알 간장조림 등으로 먹는다.

## 같이 보기
- 한국메추리협회

## 참고 문헌
- 이 문서에는 다음커뮤니케이션(현 카카오)에서 GFDL 또는 CC-SA 라이선스로 배포한 글로벌 세계대백과사전의 내용을 기초로 작성된 글이 포함되어 있습니다.